# Tradition und Leben

La corona del Imperio alemán, símbolo de Tradition und Leben.

Tradition und Leben e.V. (abreviatura: TuL. en alemán: Tradición y vida) es la mayor asociación monárquica de Alemania. 
Con actividad nominalmente a nivel de todo el país, en los hechos su alcance se limita a las regiones de Renania y Sajonia; cuenta con unos 170.000 miembros. Propone la transformación de la República Federal de Alemania en una monarquía parlamentaria hereditaria con un emperador (Káiser) de la casa de Hohenzollern como monarca. Esto deberá tener lugar por caminos democráticos y pacíficos: "Cualquier solución violenta tiene garantizado el fracaso. Naturalmente deberá haber una amplia mayoría popular que afirme el nuevo comienzo, comparable con los acontecimientos de noviembre de 1989 en la RDA."
El símbolo de Tradition und Leben es la corona del Imperio alemán, el que existió entre 1871 y 1918; la consigna es "Wir setzen der Demokratie die Krone auf!" (¡Le ponemos la corona a la democracia!). Esta asociación edita la revista bimensual Erbe und Auftrag.
Los directivos de TuL representan regularmente a la asociación en eventos dentro y fuera de Alemania, como por ejemplo recordatorios, colocaciones de ofrendas florales o festividades de las monarquías europeas. Del mismo modo, ha habido apariciones de directivos en diversos debates televisivos y otros aportes, por ejemplo, en la ZDF, Pro 7, N3.
Desde el año 2000, esta asociación tiene presencia en internet.

## Evolución
Esta asociación deriva de la "Bund der Aufrechten", la cual fuera fundada por monárquicos fieles al Kaiser el mismo día de la proclamación de la República de Weimar, el 9 de noviembre de 1918. En la década de 1920, esta liga llegó a tener 25.000 miembros, que se cuadruplicaron una década después. 
En 1934, el régimen nazi prohíbe las organizaciones monárquicas y esta liga debe disolverse. Muchos monárquicos, y también miembros de las casas principescas, fueron encarcelados, enviados a campos de concentración o ejecutados (familia real de Baviera, los duques de Hohenberg, los príncipes de Hesse-Kassel, el kronprinz de Sajonia...). 
El 20 de julio de 1944 tuvo lugar un atentado contra Adolf Hitler. Entre los conspiradores se encontraban el conde Claus von Stauffenberg y su hermano Berthold, así como numerosos monárquicos y adherentes de la casa de Hohenzollern (casa real prusiana e imperial alemana), que tenían la intención de volver a convertir a Alemania en una monarquía en caso de tener éxito el atentado. En tal eventualidad, hubiera sido Kaiser de Alemania el príncipe heredero Guillermo de Prusia (1882 – 1951) con el nombre de Guillermo III, o en su defecto Luis Fernando I (1907 - 1994). Ya se había preparado una proclamación.
El príncipe Luis Fernando, quien con anuencia de su abuelo el Kaiser Guillermo II de Alemania se dedicaba a actividades de resistencia en los Países Bajos en la década de 1930, fue apresado por la Gestapo. El apoderado general de la casa real, barón Kurt von Plettenberg, se suicidó tirándose por una ventana, evitando así delatar a varios miembros del movimiento.
Desde 1948, el barón Heinrich von Massenbach († 1962) reunió a los miembros sobrevivientes y a otros nuevos, y desde 1949 comenzó a distribuir nuevas circulares. A partir de estas "Briefe für Tradition und Leben" (Cartas por la tradición y la vida) surgió la asociación fundada en 1956, Tradition und Leben.

## Fines
Tradition und Leben apunta a la transformación pacífica de Alemania de una república en una monarquía parlamentaria y democrática, en la cual puedan coexistir monarquías y repúblicas a nivel federal (según decisión de sus respectivos ciudadanos). El cargo del Presidente Federal de Alemania cesaría, surgiendo en su lugar el Kaiser. Este puesto sería ocupado por el correspondiente jefe de la casa de Hohenzollern − desde 1994 es éste Jorge-Federico de Prusia. El Kaiser no sólo tendría funciones representativas; sus funciones serían similares a las del actual monarca de los Países Bajos.

## Miembros

### Miembros fundadores
- Iniciador y fundador de la asociación: barón Heinrich von Massenbach (* 1905, † 1962)
- Wilhelm A. Rau († 1964 oder 1965)
- Prof. Dr. Wolfgang Stribrny (* 1935)
- Götz Aßmann

### Miembros de honor
- Prof. Dr. Hans-Joachim Schoeps (* 1909, † 1980)
- Dr. Anton Ritthaler (*1904, † 1982)
- baronesa Elisabeth von Massenbach (* 1914, † 2005)
- coronel Friedrich Wilhelm von Lindeiner, llamado von Wildau († entre 1963 y 1966)
- Klaus Schlegel (* 1914, † 2002)
- Karl Rathmann

### Miembros destacados
- Óscar de Prusia (1888–1958)
- Ernst Lemmer (* 1898, † 1970), miembro del Parlamento alemán y antiguo miembro del Reichstag
- Otto Schmidt-Hannover (* 1888, † 1971), antiguo miembro del Reichstag y jefe de bancada del Partido Nacional-Popular Alemán (DNVP)
- Albrecht von Hohenzollern (* 1898, † 1977), teniente real prusiano y compositor
- Herbert Czaja (* 1914, † 1997), miembro del Parlamento alemán
- Michael Kühnen (* 1955; † 1991), un neonazi, fue en 1975 el representante en Hamburgo de Tradition und Leben.